# Вильгельм Альфред Лихтенштейнский
Вильгельм Альфред Лихтенштейнский (нем. Wilhelm von und zu Liechtenstein, 29 мая 1922, Замок Фрауэнталь, Первая Австрийская республика — 27 ноября 2006, Вена, Австрия) — представитель Лихтенштейнского дома. Граф Хоэнау с 1950 по 1980 год.

## Биография
Родился 29 мая 1922 года и был старшим из четырёх детей принца Карла Алоиза Лихтенштейнского (1878—1955) и его жены Елизаветы фон Урах (1894—1962). Елизавета — вторая дочь герцога Вильгельма Урахского, который два месяца был королём Литвы, под именем Миндаугаса II.
Вильгельм учился в Университете природных ресурсов и наук о жизни в Вене. По окончании учёбы получил диплом инженера лесного хозяйства. Позже занимал различные руководящие должности в лесной промышленности. Он вышел на пенсию в 1982 году.
11 июля 1950 года Вильгельм отказался от титула принца Лихтенштейнского и прав наследования престола. После этого его двоюродный брат, князь Лихтенштейна Франц Иосиф II (1906—1989), присвоил ему титул графа Хоэнау.
В 1986 году он был принят в Мальтийский Орден. В 1990 году он принял присягу в качестве Великого Приора. Позже его дважды переизбирали. Он был активным участником, организации Malteser Hospitaldienst Austria. Сегодня в организациях ордена трудятся около 2000 волонтёров и членов ордена. Вильгельм также приложил значительные усилия для поддержания восьми мальтийских церквей в Австрии, частной начальной школы в Майльберге и разных коммерческих предприятий.
Указом от 28 октября 1980 года ему были восстановлен титул принца и вернулся в линию наследования престола. Его дочь и младший сын также получили титул принца и принцессы Лихтенштейнских.
Умер в Вене, утром 27 ноября 2006 года. Похоронен в княжеском склепе в Вадуце.

## Брак и дети
Вильгельм женился на Эмме фон Гутманстал-Бенвенути (1926—1984), 21 августа 1950 года. В браке родилось пятеро детей:
- Феликс фон Хоэнау (род. 22 мая 1951), не женат. Детей нет.
- Бенедикт фон Хоэнау (22 января 1953 — 29 сентября 2019), 22 сентября 1988 года, женился на Марии Шойсволь (род. 1958). Детей у них не было.
- Мария Терезия фон Хоэнау (30 декабря 1953 — 18 августа 2011), 28 октября 1980 года стала принцессой Лихтенштейнской. 25 июля 1978 года, вышла замуж за графа Аврелия Дессевфи де Чернек и Таркео (род. 1950). У них родилось 4 детей:
  - Генрих Дессевфи де Чернек и Тарко (род. 20 ноября 1979)
  - Фелицита Дессевфи де Чернек и Тарко (род. 1 ноября 1981)
  - Алиса Дессевфи де Чернек и Тарко (род. 25 января 1984)
  - Марк Дессевфи де Чернек и Тарко (род. 21 апреля 1986), женат на Джессике Луизе Фири. У пары есть дочь.
- Стефан фон Хоэнау (род. 11 июня 1957), 16 января 1989 года сменил фамилию на Гейльдборг. 25 августа 1988 года, женился на Андрее фон Клосс (род. 1958). Супруги развелись в 1991 году. Детей у них не было.
- Генрих фон Хоэнау (род. 20 ноября 1964), 28 октября 1980 года стал принцем Лихтенштейнским. Не женат. Детей нет.